# Xenomelanophila miranda
Xenomelanophila miranda är en skalbaggsart som först beskrevs av Leconte 1854.  Xenomelanophila miranda ingår i släktet Xenomelanophila och familjen praktbaggar. Inga underarter finns listade i Catalogue of Life.